# Lastras del Pozo
Lastras del Pozo település Spanyolországban, Segovia tartományban. Lastras del Pozo Segovia, Monterrubio, Marugán, Juarros de Riomoros, Abades és Zarzuela del Monte községekkel határos. Lakosainak száma 64 fő (2024).

## Népesség
A település népessége az elmúlt években az alábbi módon változott:
| Lakosok száma | 85   | 83   | 94   | 88   | 87   | 79   | 72   | 64   | 60   | 64   |
|               | 2001 | 2004 | 2007 | 2009 | 2012 | 2014 | 2017 | 2019 | 2022 | 2024 |